# هیلی چیس
هیلی چیس (انگلیسی: Hayley Chase؛ زادهٔ ۱۶ اوت ۱۹۹۱) یک هنرپیشه اهل ایالات متحده آمریکا است. 